# Mira Wunder
Mira Wunder war eine deutschsprachige Pop-Band aus dem Großraum Stuttgart. Die Band bestand aus den Musikern Anna-Lena Michel, Björn Elsner, Alex Adler und Martin Knopf.

## Geschichte
Gegründet wurde die Band im Jahr 2013 in Aalen, Baden-Württemberg. Im Jahr 2014 begab sich die Band erstmals auf Deutschlandtournee und spielte dabei unter anderen im Vorprogramm von Acts wie The BossHoss, Jennifer Rostock und Christina Stürmer. Im selben Jahr unterschrieben Mira Wunder ihren ersten Plattenvertrag und veröffentlichte die EP Alles Auf Anfang beim Winnendener Musiklabel Sevenusmedia. In der Folge wurden verschiedene etablierte Radio- und TV-Formate wie der damalige Musiksender Joiz Berlin, RNF (RTL Group) und das SWR Fernsehen auf Mira Wunder aufmerksam und lud die Formation zu diversen Radio- und Liveshows ein.
Nach einer ausgedehnten Festivaltour im Jahr 2015 trennte sich die Band von der bisherigen Sängerin Alexandra Janus und stellte im Januar 2016 die Sängerin Anna-Lena Michel als neues Bandmitglied vor. In neuer Besetzung veröffentlichte die Band im Frühjahr 2016 drei Singles (Grau in Grau, Legenden, Kompass) in Form von audiovisuell aufgezeichneten Livesessions unter dem Titel Am Anfang vom Ende der Nacht.
Im April 2017 veröffentlichen Mira Wunder die Studiosingle Licht aus, welche vom Stuttgarter Produzent Benedikt Maile (u. a. Xavier Naidoo, Sing meinen Song) produziert wurde. Der Videoclip zum Song wurde auf den Los Angeles Film Awards 2017 als Best Music Video ausgezeichnet. Auf der im selben Jahr folgenden Licht Aus-Tournee 2017 spielte die Bands u. a. Supportshows für Max Giesinger und Silbermond.
Im November 2017 erschien die EP Stadt. Rand. Licht. Auch hier arbeitete die Band mit dem Stuttgarter Produzenten Benedikt Maile zusammen. Der dokumentarische Videoclip zur Single Wir bleiben hier entstand bei einem Auftritt der Band im Rahmen des Southside Festivals. Im Juli 2018 wurde die Band als Supportact für Beth Ditto engagiert.
Am 27. Januar 2019 spielte die Band ihr Abschiedskonzert im "Alten Schlachthof" in Aalen.

## Diskografie
EPs
- Alles Auf Anfang (2014)
- Am Anfang vom Ende der Nacht (2016)
- Stadt. Rand. Licht. (2017)

Singles
- Straßen von Berlin (2014)
- Grau in Grau (2015)
- Legenden (2015)
- Kompass (2015)
- Licht aus (2017)
- Zehn (2017)
- Stadtrandlicht (2018)
- Wir bleiben hier (2018)

## Auszeichnungen
- 2017: Los Angeles Film Awards für Licht aus (Best Music Video)